# Im Winter dein Herz
Im Winter dein Herz ist der fünfte Roman des deutschen Schriftstellers Benjamin Lebert. Er ist 2012 im Verlag Hoffmann und Campe erschienen.

## Inhalt
Zwei junge Männer und eine junge Frau, Robert, Kudowski und Annina, reisen durch eine verschneite Welt. Sie treffen unterwegs nur wenige Menschen, da es allgemein üblich geworden ist, Winterschlaf zu halten – eine neu erfundene Pille macht es möglich. Die jungen Leute verweigern aber den langen Schlaf: Die beiden Männer verlassen eine therapeutische Klinik, die junge Frau ihren Job in einer Tankstelle, um sich auf den Weg nach München zu machen, wo Robert seinen todkranken Vater besuchen möchte. Beide Männer sind in Annina verliebt, doch im Laufe der Geschichte entwickelt sich auch zwischen ihnen selbst eine Freundschaft, die den seelisch Gefährdeten neuen Halt und Glück schenkt.

## Hintergrund
In einem Interview im Magazin der Zeit gibt Benjamin Lebert preis, dass sich in der Handlung des Romans einiges Selbsterlebte widerspiegelt. Der Autor hatte zwei Jahre zuvor eine Essstörung entwickelt, in deren Folge er so stark abmagerte, dass ein längerer Klinikaufenthalt notwendig wurde. Auch der Romanheld Robert leidet an einer Essstörung. So wie Benjamin Lebert überwindet er die Krankheit.

## Kritik
Der Roman stieß auf tendenziell gemischte und negative Reaktionen. So schrieb etwa Maximilian Probst in der Zeit: „Lebert hat am Ende der Mut zur Fremde gefehlt. Das Winterschlaf-Land erwacht nicht zum Leben, es bleibt, stiefmütterlich behandelt, weiter nichts als Kulisse. Vor der spielt sich die Freundschaftsgeschichte mit ihrer altbekannten triadischen Struktur ab: zwei Männer, eine Frau. Och nö, nicht schon wieder!“ Deutlich besser schneidet der Roman in der NZZ ab. Die Rezensentin Alexandra von Arx kritisiert zwar, dass Leberts „starke Ausdruckskraft“ immer mal wieder in „Banalität“ abgleite, aber der Roman sei für den jungen Autor dennoch „ein deutliches Versprechen für die Zukunft.“